# 後楽園駅
後楽園駅（こうらくえんえき）は、東京都文京区春日一丁目にある、東京地下鉄（東京メトロ）の駅。駅ビル「メトロ・エム後楽園」を併設する。

## 概要
駅番号は丸ノ内線がM 22、南北線がN 11。丸ノ内線と南北線が乗り入れる。東京都交通局（都営地下鉄）春日駅と隣接しており、連絡改札を通じて三田線・大江戸線への乗り換えも可能である。
駅務管区所在駅であり、後楽園駅務管区として後楽園地域、東京地域、王子地域を管理する。
東京ドームシティへの最寄り駅のひとつであり、東京ドームの最寄り駅であることから、スポーツの試合やイベントなどの開催日は通常より混雑する。

## 歴史
- 1954年（昭和29年）1月20日：帝都高速度交通営団（営団地下鉄）丸ノ内線の後楽園駅が開業[3]。
- 1958年（昭和33年）8月5日：丸ノ内線後楽園駅の留置線を使用開始[4]。
- 1994年（平成6年）4月15日：営団地下鉄としては初の駅ビルとなる「メトロ・エム後楽園」が開業[5][6]。継続定期券発売機を導入[7][注釈 1]。
- 1996年（平成8年）3月26日：営団地下鉄南北線の後楽園駅が開業し、乗換駅となる[8][9][10]。同時に、南北線駅構内に於いて駅冷房を開始[11]。
- 1999年（平成11年）
  - 5月3日：女性駅職員の深夜勤務を営団で初めて実施（池袋駅・四ツ谷駅と同時）[12]。
  - 9月：「関東の駅百選」に選定される[13]。選定理由は「東京ドームと遊園地を抱え開放的な地下空間を取り入れた駅」[14]。
- 2000年（平成12年）12月12日：都営大江戸線開業により三田線・大江戸線の春日駅と連絡扱いを開始。
- 2004年（平成16年）4月1日：帝都高速度交通営団（営団地下鉄）民営化に伴い、当駅は東京地下鉄（東京メトロ）に継承される[15]。
- 2006年（平成18年）7月1日：駅ビル「メトロ・エム後楽園」の管理・運営が、東京地下鉄からメトロプロパティーズに移管される[16]。
- 2007年（平成19年）
  - 3月14日：丸ノ内線のホームドア稼動開始。
  - 3月18日：交通系ICカード「PASMO」の利用が可能となる[17]。
- 2013年（平成25年）3月16日：当駅と都営地下鉄春日駅との改札通過サービスを実施[18]。
- 2015年（平成27年）3月13日：南北線の発車メロディを変更[19]。

## 駅構造
丸ノ内線は地上2階に相対式ホーム2面2線を有する高架駅で、駅ビル「メトロ・エム後楽園」の中を貫通するように線路とホームが設けられている。また、2番線（池袋方面行）ホームには本郷三丁目方に駅ビル直結の改札口がある。開業当時から1980年代末頃までは蒲鉾形とも形容される格納庫のような高架ホームがあった。駅舎改築にあたって一般的な相対式ホームの上屋を取り付けて旧来の屋根を取り外し、新駅舎・駅ビルが建設された。また合わせて、南北線建設に伴う基礎補強の必要性などから、1993年11月21日には駅東側の高架橋（後楽園第2架道橋）を早朝列車運休の上で架け替える工事も実施されている。
茗荷谷側に留置線が2本あり、池袋方面の線路とつながっている（画像参照）。この留置線は、丸ノ内線の新宿延伸開業に伴う車両の大幅な増備時に、小石川車両基地の拡張工事が未完成で、車両の留置場所が確保できないことから設けられたものである。1958年（昭和33年）7月末に完成し、同年8月5日に使用を開始した。
2019年までは早朝の当駅始発池袋行および朝ラッシュ後の新宿方面からの当駅終着列車（土曜・休日は新宿終着列車の折り返しとなる回送）が設定され、留置線を出入りしていたが、2019年7月5日のダイヤ改正で隣駅の茗荷谷駅まで延伸され、当駅終着列車は消滅した。現在は方南町終着列車の折り返し回送で入庫している。
南北線は地下6階に島式ホーム1面2線を有している。地下5階はコンコースと春日駅連絡改札口、トンネル換気室、空調機械室、地下4階は空調機械室と非常用電気室、地下3階は変電所（新後楽園変電所）及び空調機械室と電気室、地下2階は空調機械室、地下1階は改札口とコンコース、駅事務室などとなっている。なお、地下1階 - 地下4階部は大江戸線と共同溝（春日共同溝）が直角に横断しており、構築が分断されている。ホームの深さは地下37.5 mで、東京メトロの駅では千代田線国会議事堂前駅（地下37.9 m）に次いで深い。これは南側で東京ドームの地下を、北側で民有地ビルの地下を通るため、これらの基礎杭等を避ける必要があり、駅下床部は非常に深く、約40 mにも達する。
南北線の計画時は、中央大学後楽園キャンパスの直下に駅を建設し、飯田橋駅までの区間は現在の大江戸線のルートで掘削を予定していたが、春日駅との乗り換え距離を短縮するために現在の位置に建設された。また、駅建設時は地下駐輪場との同時施工を実施した。
丸ノ内線の駅と三田線の春日駅はやや距離があるため、元々は別の駅という扱いであったが、南北線の開業を経たのち大江戸線の開業によって、丸ノ内線から三田線までが連絡通路で結ばれたため、連絡駅となった。ただし、丸ノ内線ホームと三田線ホームを直接結ぶ通路はなく、南北線コンコース・大江戸線ホームを経由するため、約450 m程離れている。当駅と春日駅との間には連絡改札口（東京都交通局の管理）が設置されている。なお、2013年3月16日より、この連絡改札口を経由して春日駅の駅構内を通過できる、駅構内通過サービスが導入された。

### のりば
| 番線                    | 路線     | 行先                   |
| ----------------------- | -------- | ---------------------- |
| 丸ノ内線ホーム（2階）   |          |                        |
| 1                       | 丸ノ内線 | 荻窪・方南町方面       |
| 2                       | 丸ノ内線 | 池袋方面               |
| 南北線ホーム（地下6階） |          |                        |
| 3                       | 南北線   | 赤羽岩淵・浦和美園方面 |
| 4                       | 南北線   | 目黒方面               |

（出典：東京メトロ:構内図）
- 丸ノ内線は地上2階（高さ+3.5 m）、南北線は地下6階（深さ37.5 m[注釈 3][28]）で、41.0 mと、同一駅としては東京の地下鉄の中で一番高低差がある[26]。
- 南北線ホームにはフルスクリーンタイプのホームドアが、丸ノ内線ホームには可動式ホーム柵が設置されている。
- 各ホームとコンコースを連絡するエスカレーターとエレベーターが設置されている。ただし、丸ノ内線改札階と南北線改札階との間のみ改札内にエレベーターが設置されておらず、乗換で使用する際は駅係員に申し出て一度改札の外に出る必要がある。

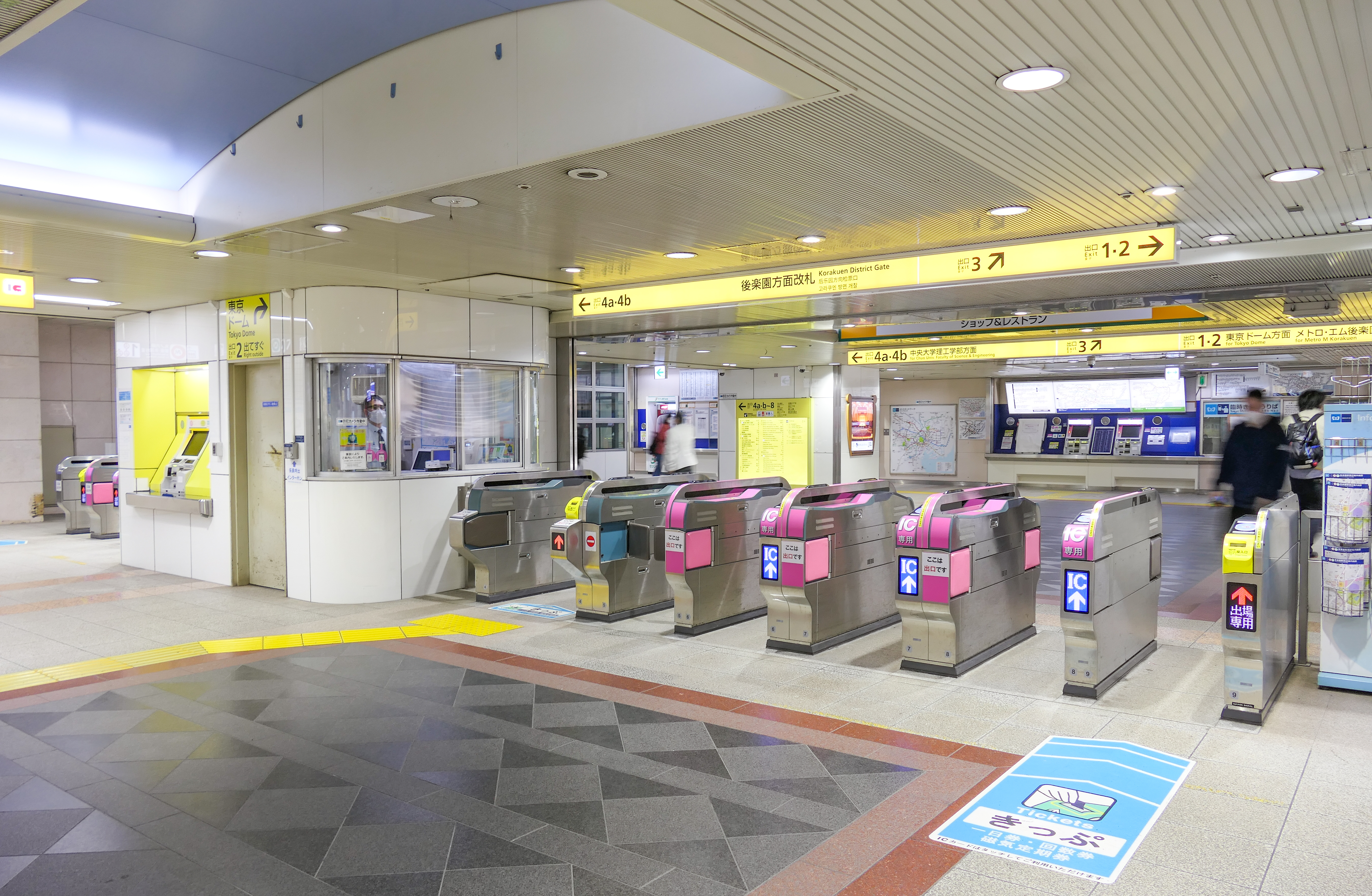
後楽園方面改札（2022年11月8日）
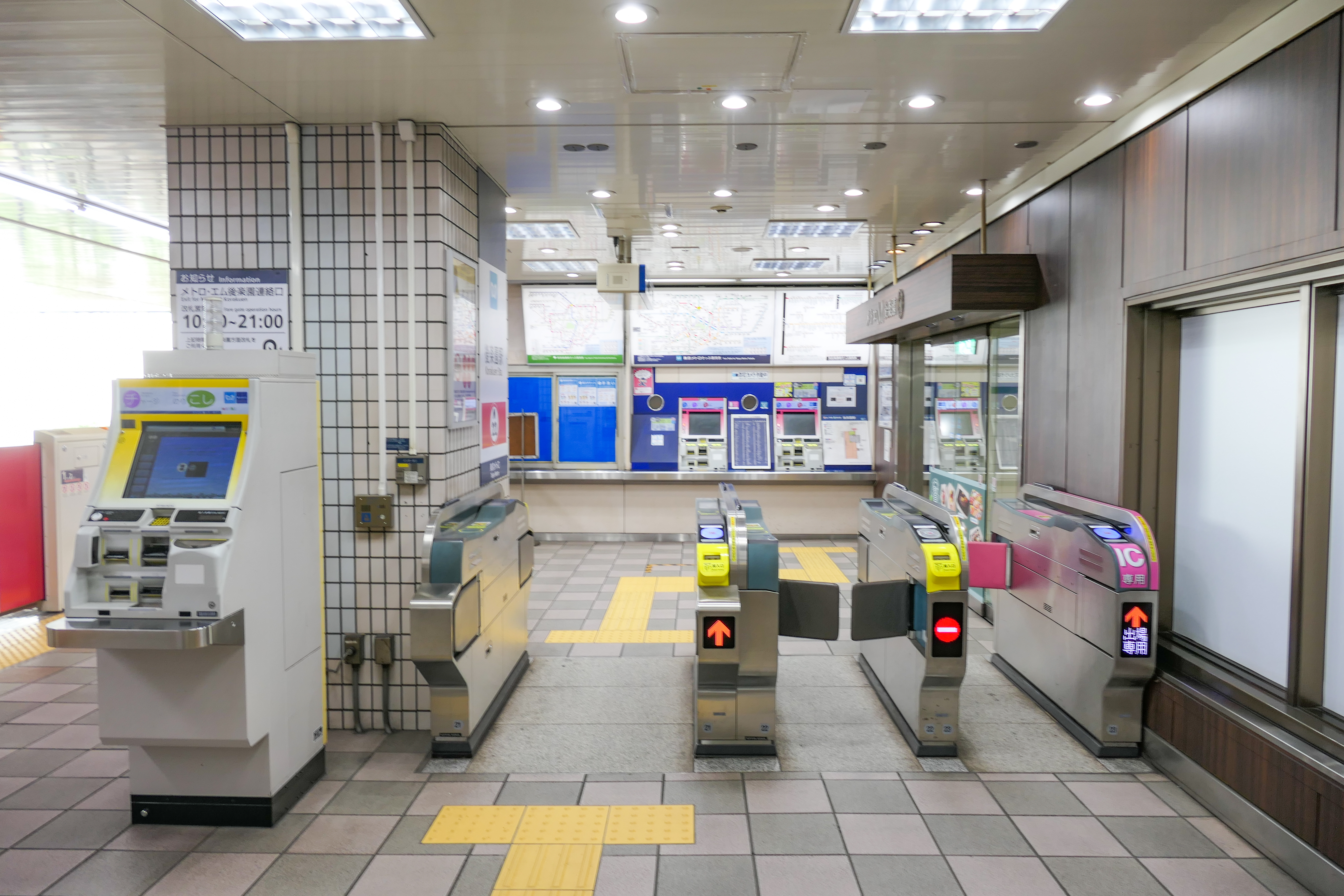
メトロ・エム後楽園連絡口改札（2022年7月1日）
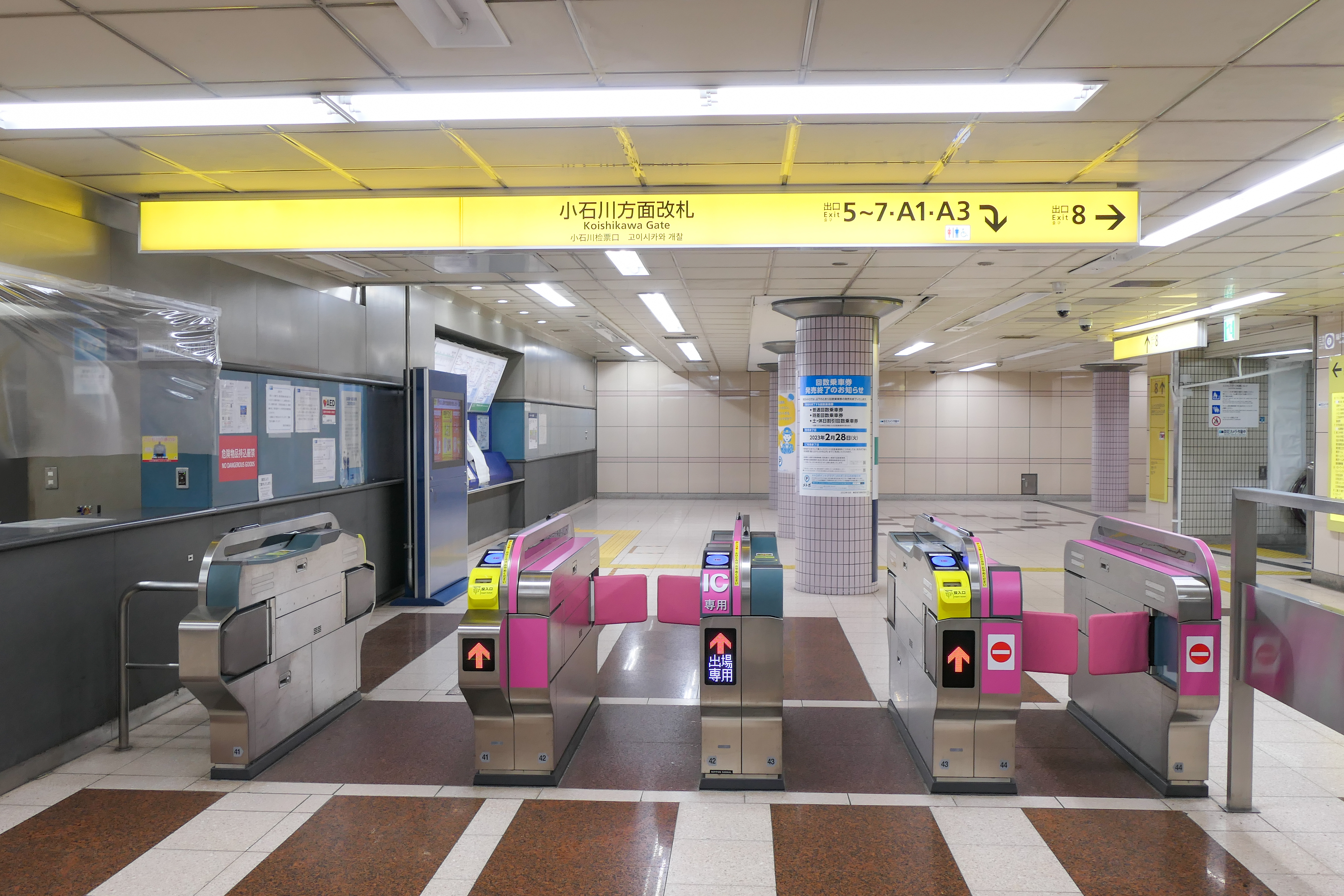
小石川方面改札（2022年12月4日）
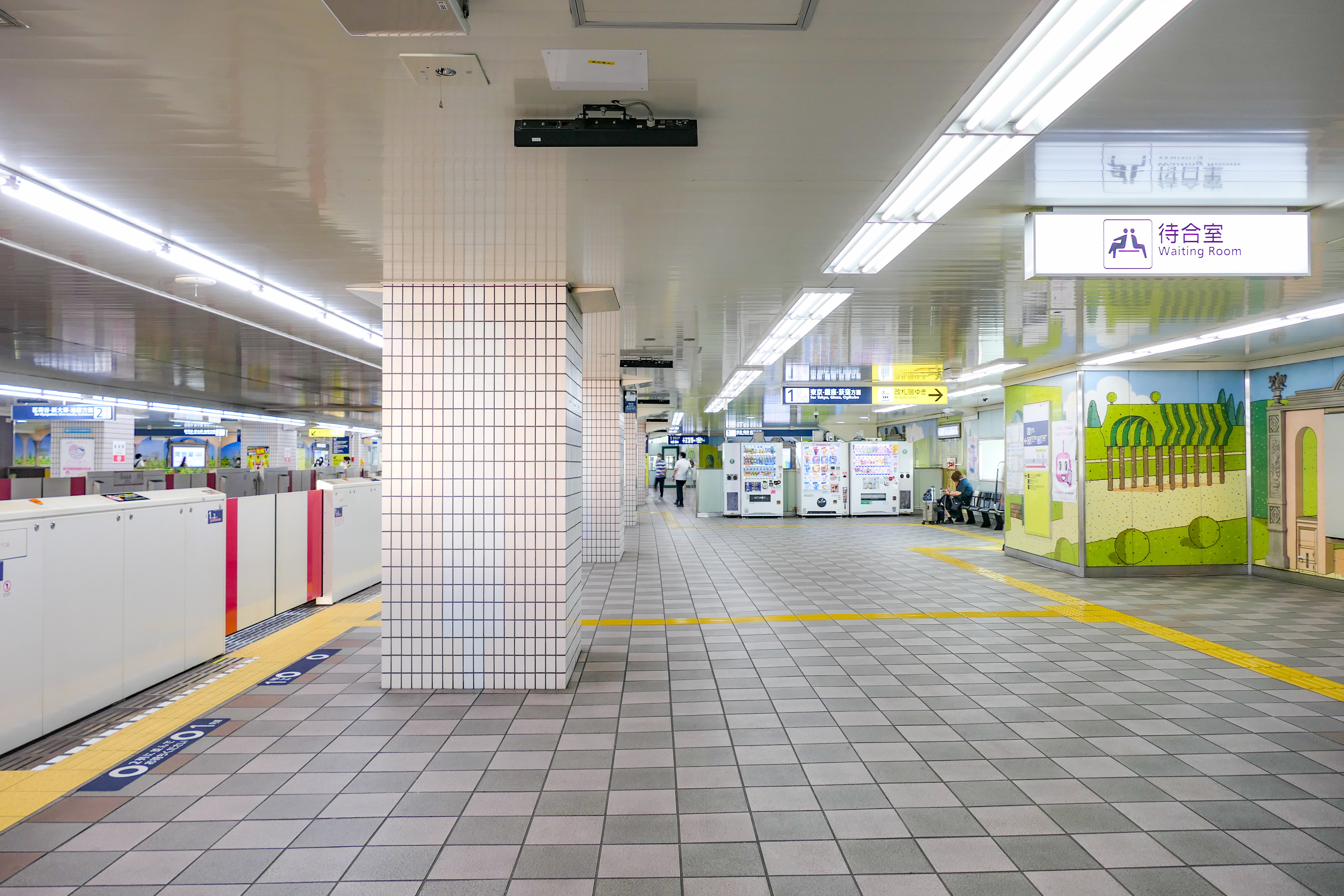
丸ノ内線1番線ホーム（2022年7月1日）
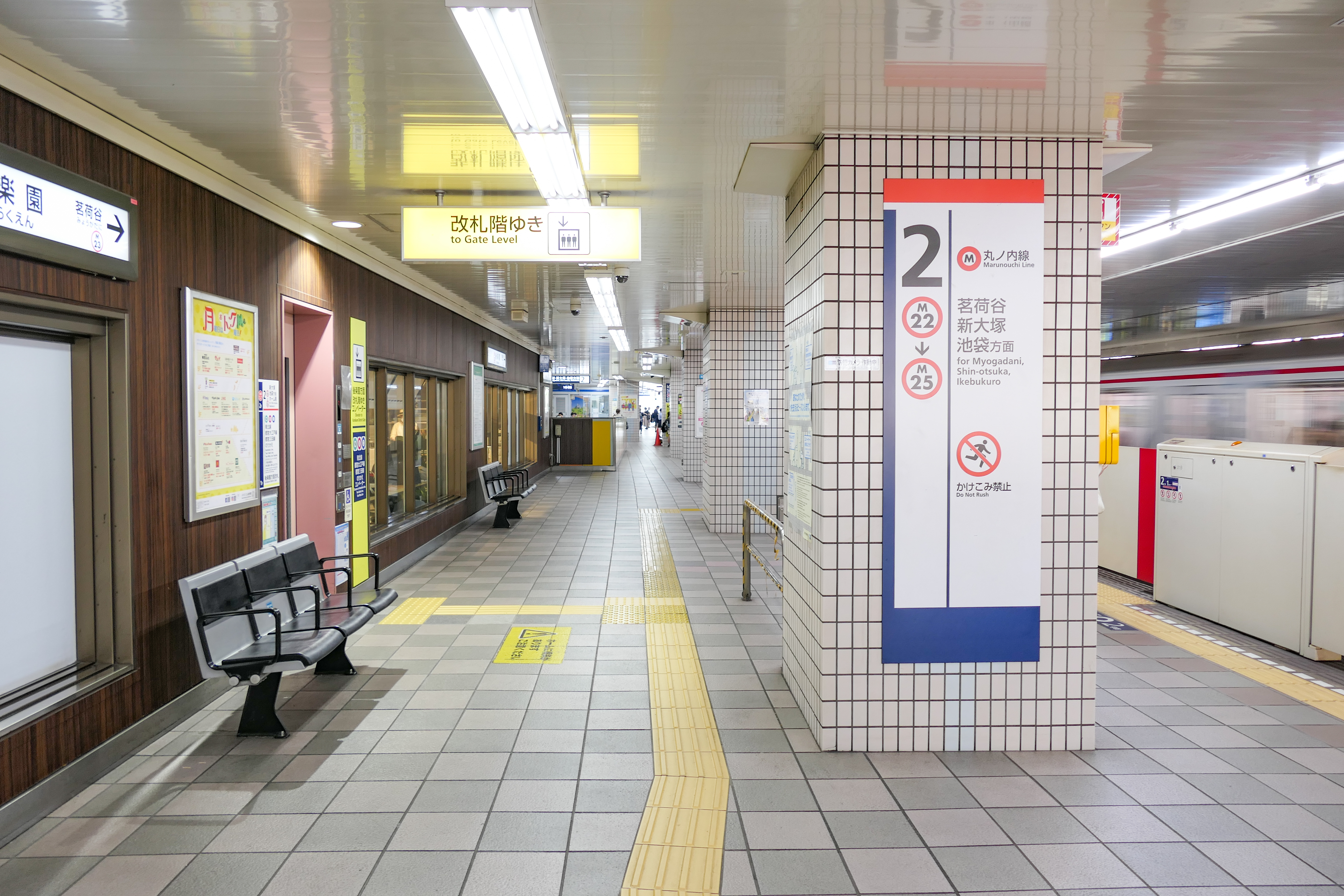
丸ノ内線2番線ホーム（2022年7月1日）
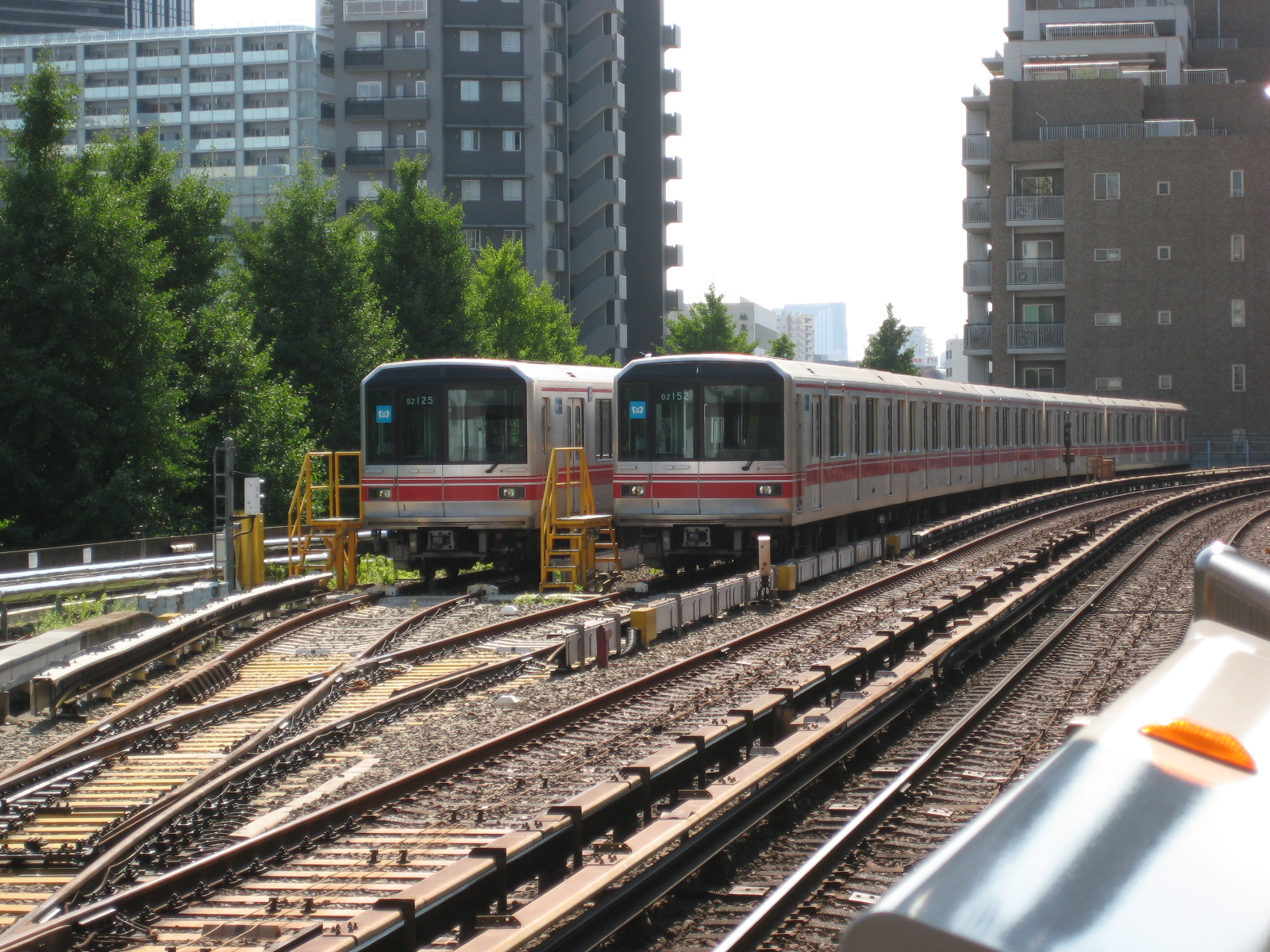
留置線に停車中の丸ノ内線車両（2012年7月30日）
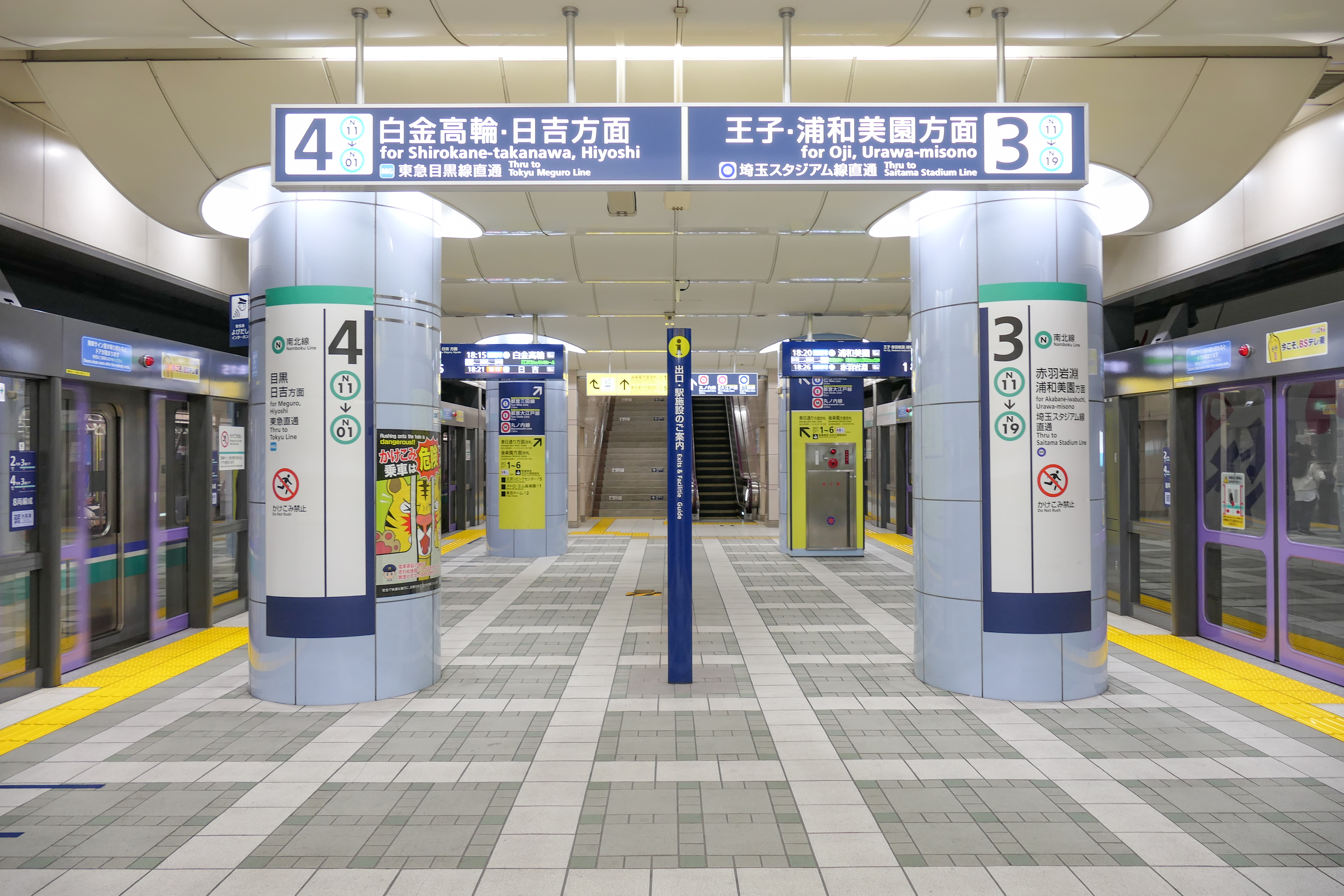
南北線3・4番線ホーム（2022年12月4日）

### 発車メロディ
全ホームでスイッチ制作の発車メロディ（発車サイン音）を使用している。
南北線ホームでは、東京ドームの最寄り駅であることにちなみ、アメリカのノベルティソング「Take Me Out to the Ball Game（私を野球に連れてって）」をアレンジしたものを使用している。
なお、当初南北線ホームでは、吉村弘作曲の同線全駅共通のメロディを使用していた。
| 番線 | 路線     | 曲名                              | 作曲者（編曲者）              |
| ---- | -------- | --------------------------------- | ----------------------------- |
| 1    | 丸ノ内線 | マウンテン                        | 塩塚博                        |
| 2    | 丸ノ内線 | サークルゲーム                    | 福嶋尚哉                      |
| 3    | 南北線   | Take Me Out to the Ball Game verA | Albert Von Tilzer（福嶋尚哉） |
| 4    | 南北線   | Take Me Out to the Ball Game verB | Albert Von Tilzer（福嶋尚哉） |

## 利用状況
- 東京メトロ - 2024年度の1日平均乗降人員は104,894人である[メトロ 1]。
東京メトロ全130駅中錦糸町駅に次いで第32位。この値は丸ノ内線⇔南北線間の乗換人員を含まない。
  - 丸ノ内線⇔南北線間の乗換人員を含んだ、2018年度の路線別1日平均乗降人員は以下の通りである[* 1]。
    - 丸ノ内線 - 87,666人 - 同線内では第12位。
    - 南北線 - 63,104人 - 同線内では第9位。

### 年度別1日平均乗降人員
各年度の1日平均乗降人員は下表の通りである。
| 年度               | 営団 / 東京メトロ | 営団 / 東京メトロ |
| 年度               | 1日平均 乗降人員  | 増加率            |
| ------------------ | ----------------- | ----------------- |
| 1967年（昭和42年） | 35,732            |                   |
| 1968年（昭和43年） | 36,370            | 1.8%              |
| 1969年（昭和44年） | 43,676            | 20.1%             |
| 1970年（昭和45年） | 46,501            | 6.5%              |
| 1971年（昭和46年） | 45,362            | −2.4%             |
| 1972年（昭和47年） | 45,190            | −0.4%             |
| 1973年（昭和48年） | 42,451            | −6.1%             |
| 1974年（昭和49年） | 45,118            | 6.3%              |
| 1975年（昭和50年） | 37,841            | −16.1%            |
| 1976年（昭和51年） | 38,426            | 1.5%              |
| 1977年（昭和52年） | 39,079            | 1.7%              |
| 1978年（昭和53年） | 37,870            | −3.1%             |
| 1979年（昭和54年） | 39,242            | 3.6%              |
| 1980年（昭和55年） | 41,127            | 4.8%              |
| 1981年（昭和56年） | 44,390            | 7.9%              |
| 1982年（昭和57年） | 43,462            | −2.1%             |
| 1983年（昭和58年） | 43,036            | −1.0%             |
| 1984年（昭和59年） | 43,607            | 1.3%              |
| 1985年（昭和60年） | 43,885            | 0.6%              |
| 1986年（昭和61年） | 44,284            | 0.9%              |
| 1987年（昭和62年） | 46,999            | 6.1%              |
| 1988年（昭和63年） | 49,122            | 4.5%              |
| 1989年（平成元年） | 57,632            | 17.3%             |
| 1990年（平成02年） | 57,377            | −0.4%             |
| 1991年（平成03年） | 50,766            | −11.5%            |
| 1992年（平成04年） | 50,163            | −1.2%             |
| 1993年（平成05年） | 49,470            | −1.4%             |
| 1994年（平成06年） | 55,064            | 11.3%             |
| 1995年（平成07年） | 64,748            | 17.6%             |
| 1996年（平成08年） | 63,933            | −1.3%             |
| 1997年（平成09年） | 63,975            | 0.1%              |
| 1998年（平成10年） | 64,653            | 1.1%              |
| 1999年（平成11年） | 66,370            | 2.7%              |
| 2000年（平成12年） | 69,142            | 4.2%              |
| 2001年（平成13年） | 72,061            | 4.2%              |
| 2002年（平成14年） | 71,126            | −1.3%             |
| 2003年（平成15年） | 73,252            | 3.0%              |
| 2004年（平成16年） | 78,687            | 7.4%              |
| 2005年（平成17年） | 81,717            | 3.9%              |
| 2006年（平成18年） | 82,552            | 1.0%              |
| 2007年（平成19年） | 87,726            | 6.3%              |
| 2008年（平成20年） | 90,756            | 3.5%              |
| 2009年（平成21年） | 92,546            | 2.0%              |
| 2010年（平成22年） | 90,601            | −2.1%             |
| 2011年（平成23年） | 89,502            | −1.2%             |
| 2012年（平成24年） | 93,436            | 4.4%              |
| 2013年（平成25年） | 97,348            | 4.2%              |
| 2014年（平成26年） | 97,773            | 0.4%              |
| 2015年（平成27年） | 100,016           | 2.3%              |
| 2016年（平成28年） | 102,815           | 2.8%              |
| 2017年（平成29年） | 105,720           | 2.8%              |
| 2018年（平成30年） | 107,378           | 1.6%              |
| 2019年（令和元年） | 106,481           | −0.8%             |
| 2020年（令和02年） | 64,291            | −39.6%            |
| 2021年（令和03年） | 72,651            | 13.0%             |
| 2022年（令和04年） | 89,048            | 22.6%             |
| 2023年（令和05年） | 99,051            | 11.2%             |
| 2024年（令和06年） | 104,894           | 5.9%              |

### 年度別1日平均乗車人員（1956年 - 2000年）
各年度の1日平均乗車人員数は下表の通りである。
| 年度               | 丸ノ内線 | 南北線 | 出典              |
| ------------------ | -------- | ------ | ----------------- |
| 1956年（昭和31年） | 2,919    | 未開業 | [ 東京都統計 1 ]  |
| 1957年（昭和32年） | 3,869    | 未開業 | [ 東京都統計 2 ]  |
| 1958年（昭和33年） | 6,027    | 未開業 | [ 東京都統計 3 ]  |
| 1959年（昭和34年） | 7,223    | 未開業 | [ 東京都統計 4 ]  |
| 1960年（昭和35年） | 7,448    | 未開業 | [ 東京都統計 5 ]  |
| 1961年（昭和36年） | 10,148   | 未開業 | [ 東京都統計 6 ]  |
| 1962年（昭和37年） | 10,982   | 未開業 | [ 東京都統計 7 ]  |
| 1963年（昭和38年） | 13,801   | 未開業 | [ 東京都統計 8 ]  |
| 1964年（昭和39年） | 14,728   | 未開業 | [ 東京都統計 9 ]  |
| 1965年（昭和40年） | 17,975   | 未開業 | [ 東京都統計 10 ] |
| 1966年（昭和41年） | 18,367   | 未開業 | [ 東京都統計 11 ] |
| 1967年（昭和42年） | 18,984   | 未開業 | [ 東京都統計 12 ] |
| 1968年（昭和43年） | 18,250   | 未開業 | [ 東京都統計 13 ] |
| 1969年（昭和44年） | 22,103   | 未開業 | [ 東京都統計 14 ] |
| 1970年（昭和45年） | 24,248   | 未開業 | [ 東京都統計 15 ] |
| 1971年（昭和46年） | 24,225   | 未開業 | [ 東京都統計 16 ] |
| 1972年（昭和47年） | 23,609   | 未開業 | [ 東京都統計 17 ] |
| 1973年（昭和48年） | 22,623   | 未開業 | [ 東京都統計 18 ] |
| 1974年（昭和49年） | 22,345   | 未開業 | [ 東京都統計 19 ] |
| 1975年（昭和50年） | 21,283   | 未開業 | [ 東京都統計 20 ] |
| 1976年（昭和51年） | 21,752   | 未開業 | [ 東京都統計 21 ] |
| 1977年（昭和52年） | 21,811   | 未開業 | [ 東京都統計 22 ] |
| 1978年（昭和53年） | 21,260   | 未開業 | [ 東京都統計 23 ] |
| 1979年（昭和54年） | 22,402   | 未開業 | [ 東京都統計 24 ] |
| 1980年（昭和55年） | 22,981   | 未開業 | [ 東京都統計 25 ] |
| 1981年（昭和56年） | 24,306   | 未開業 | [ 東京都統計 26 ] |
| 1982年（昭和57年） | 24,339   | 未開業 | [ 東京都統計 27 ] |
| 1983年（昭和58年） | 24,252   | 未開業 | [ 東京都統計 28 ] |
| 1984年（昭和59年） | 24,494   | 未開業 | [ 東京都統計 29 ] |
| 1985年（昭和60年） | 24,294   | 未開業 | [ 東京都統計 30 ] |
| 1986年（昭和61年） | 24,919   | 未開業 | [ 東京都統計 31 ] |
| 1987年（昭和62年） | 25,931   | 未開業 | [ 東京都統計 32 ] |
| 1988年（昭和63年） | 28,991   | 未開業 | [ 東京都統計 33 ] |
| 1989年（平成元年） | 28,150   | 未開業 | [ 東京都統計 34 ] |
| 1990年（平成02年） | 28,339   | 未開業 | [ 東京都統計 35 ] |
| 1991年（平成03年） | 28,334   | 未開業 | [ 東京都統計 36 ] |
| 1992年（平成04年） | 28,468   | 未開業 | [ 東京都統計 37 ] |
| 1993年（平成05年） | 28,110   | 未開業 | [ 東京都統計 38 ] |
| 1994年（平成06年） | 29,099   | 未開業 | [ 東京都統計 39 ] |
| 1995年（平成07年） | 28,790   | 4,660  | [ 東京都統計 40 ] |
| 1996年（平成08年） | 27,901   | 5,477  | [ 東京都統計 41 ] |
| 1997年（平成09年） | 26,274   | 6,868  | [ 東京都統計 42 ] |
| 1998年（平成10年） | 26,381   | 7,704  | [ 東京都統計 43 ] |
| 1999年（平成11年） | 25,675   | 8,164  | [ 東京都統計 44 ] |
| 2000年（平成12年） | 25,268   | 9,047  | [ 東京都統計 45 ] |

### 年度別1日平均乗車人員（2001年以降）
| 年度               | 丸ノ内線 | 南北線 | 出典              |
| ------------------ | -------- | ------ | ----------------- |
| 2001年（平成13年） | 24,721   | 11,512 | [ 東京都統計 46 ] |
| 2002年（平成14年） | 24,271   | 12,041 | [ 東京都統計 47 ] |
| 2003年（平成15年） | 25,090   | 13,325 | [ 東京都統計 48 ] |
| 2004年（平成16年） | 25,940   | 13,712 | [ 東京都統計 49 ] |
| 2005年（平成17年） | 26,775   | 14,274 | [ 東京都統計 50 ] |
| 2006年（平成18年） | 27,030   | 14,688 | [ 東京都統計 51 ] |
| 2007年（平成19年） | 28,352   | 16,077 | [ 東京都統計 52 ] |
| 2008年（平成20年） | 29,353   | 16,764 | [ 東京都統計 53 ] |
| 2009年（平成21年） | 29,800   | 16,986 | [ 東京都統計 54 ] |
| 2010年（平成22年） | 28,811   | 16,878 | [ 東京都統計 55 ] |
| 2011年（平成23年） | 28,404   | 16,583 | [ 東京都統計 56 ] |
| 2012年（平成24年） | 29,640   | 17,419 | [ 東京都統計 57 ] |
| 2013年（平成25年） | 30,766   | 18,208 | [ 東京都統計 58 ] |
| 2014年（平成26年） | 30,770   | 18,370 | [ 東京都統計 59 ] |
| 2015年（平成27年） | 31,257   | 18,995 | [ 東京都統計 60 ] |
| 2016年（平成28年） | 31,956   | 19,693 | [ 東京都統計 61 ] |
| 2017年（平成29年） | 32,803   | 20,307 | [ 東京都統計 62 ] |
| 2018年（平成30年） | 33,279   | 20,655 | [ 東京都統計 63 ] |
| 2019年（令和元年） | 32,814   | 20,634 | [ 東京都統計 64 ] |

備考
1. ↑  1996年3月26日開業。開業日から同年3月31日までの計6日間を集計したデータ[31]。

## メトロ・エム後楽園
1994年に営団地下鉄では最初の駅ビルとして「メトロ・エム後楽園」が開業した。民営化後もしばらくは東京メトロが直営事業として運営してきたが、2006年に東京メトロの子会社として設立されたメトロプロパティーズへ同年より移管され、同社後楽園オフィスが管理・運営を行っている。
出店テナントの詳細は、公式サイト「メトロ・エム後楽園」を参照。

### 主なテナント
2023年11月現在。
地下1階
- カレーの王様
- ヴィ・ド・フランス
- ちよだ鮨
- マクドナルド
- とんかつ和幸
- ATMコーナー（ゆうちょ銀行・セブン銀行）

1階
- 改札口連絡通路

2階
- アフタヌーンティー・ティールーム

3階
- 丸善
- マツモトキヨシ
- JINS

4階
- ダイソー

## 駅周辺
- 春日駅（都営地下鉄）
- 水道橋駅（JR東日本）・（都営地下鉄）
- 文京シビックセンター
  - 文京区役所
  - 文京シビックホール
  - 文京春日郵便局
- 小石川税務署
- 警視庁冨坂警察署
- 警視庁第五方面本部
- 読売理工医療福祉専門学校
- 中央大学大学院理工学研究科・理工学部（後楽園キャンパス）
- 中央大学高等学校
- 筑波大学附属大塚特別支援学校
- 東京都立竹早高等学校
- 東洋学園大学
- 桜蔭中学校・高等学校
- 東京都立工芸高等学校
- 日本大学法学部・経済学部
- 東洋高等学校
- 昭和第一高等学校
- 講道館
- 宝生能楽堂
- 東京歯科大学・東京歯科大学水道橋病院
- 小石川後楽園
- 東京都戦没者霊苑
- 小石川大神宮
- 東京ドームシティ
  - 東京ドーム
  - 東京ドームシティアトラクションズ
  - ラクーア
    - 成城石井 東京ドームラクーア店

  - 東京ドームホテル
  - 後楽園ホールビル
  - 黄色いビル
    - ウインズ後楽園
    - offt後楽園
    - 東京ドームシティ郵便局

  - ミーツポート
    - TOKYO DOME CITY HALL

## 隣の駅
東京地下鉄（東京メトロ）
 丸ノ内線
本郷三丁目駅 (M 21) - 後楽園駅 (M 22) - 茗荷谷駅 (M 23)
 南北線
飯田橋駅 (N 10) - 後楽園駅 (N 11) - 東大前駅 (N 12)